# Valis
Valis – powieść science-fiction amerykańskiego pisarza Philipa K. Dicka z 1981, pierwsza część trylogii o tym samym tytule (kolejne to Boża inwazja oraz Transmigracja Timothy’ego Archera). W powieści pisarz zawarł swoją wizję Boga, porusza on także tematy przeznaczenia oraz natury rzeczywistości. Powieść zdobyła Nagrodę im. Kurda Lasswitza w 1985.
Valis powstał pod koniec życia Dicka, gdy był on zafascynowany gnozą. Powieść zawiera fragmenty egzegezy napisanej po serii mistycznych snów i wizji, których pisarz doświadczył w 1974.
Dick w powieści, będącej jego quasi-biografią, występuje podwójnie: jako Phil, znany autor powieści science fiction, oraz jako Koniolub Grubas, człowiek cierpiący na depresję i owładnięty dążeniami samobójczymi.